# Мартинес, Феле
Феле Мартинес (исп. Fele Martínez, при рождении Рафаэль Мартинес; род. 22 февраля 1975 года, Аликанте) — испанский актёр. Широкой публике известен своими ролями в фильмах Альмодовара, Медема и Аменабара. В Испании также известен своими ролями в театре.
Дебютировал в кино, будучи студентом второго курса актёрской академии, у Алехандро Аменабара в «Дипломной работе». За роль в этом фильме Мартинес получил национальную испанскую кинопремию «Гойя» в номинации «лучший молодой актёр».

## Избранная фильмография
| Год  |   | Русское название                         | Оригинальное название         | Роль            |
| ---- | - | ---------------------------------------- | ----------------------------- | --------------- |
| 1996 | ф | Дипломная работа                         | Tesis                         | Чема            |
| 1997 | ф | Открой глаза                             | Abre los ojos                 | Пелайо          |
| 1998 | ф | Любовники полярного круга                | Los amantes del Círculo Polar | Отто            |
| 1998 | ф | Чёрные слёзы                             | Lágrimas negras               | Андрес          |
| 2000 | ф | Капитаны апреля                          | Capitães de Abril             | Лобао           |
| 2001 | ф | А ты, что бы ты сделал ради любви?       | ¿Tú qué harías por amor?      | Луис            |
| 2001 | ф | Улётное рождество                        | Noche de reyes                | Трифино Гаррига |
| 2002 | ф | Тьма                                     | Darkness                      | Карлос          |
| 2002 | ф | Поговори с ней                           | Hable con ella                | Альфредо        |
| 2003 | ф | Утопия                                   | Utopía                        | Хорхе           |
| 2003 | ф | Два крутых придурка                      | Dos tipos duros               | Бебе            |
| 2004 | ф | Дурное воспитание                        | La mala educación             | Энрике Годед    |
| 2004 | ф | Танжер                                   | Tánger                        | Фанфан          |
| 2008 | ф | Кармо                                    | Carmo                         | Марко Бермехо   |
| 2010 | ф | Неудовлетворённое сексуальное напряжение | Tensión sexual no resuelta    | Хуанхо          |
| 2016 | ф | Наши любовники                           | Nuestros amantes              | Кристобаль      |
| 2023 | ф | О чём говорят незнакомцы                 | Bajo terapia                  | Даниэль         |